# Anna Surówka-Pasek
Anna Małgorzata Surówka-Pasek (ur. 24 czerwca 1978 w Jaworznie) – polska prawniczka i wykładowczyni akademicka, w latach 2015–2020 podsekretarz stanu w Kancelarii Prezydenta RP.

## Życiorys
Absolwentka studiów prawniczych na Wydziale Prawa i Administracji Uniwersytetu Jagiellońskiego. Kształciła się również w zakresie zdrowia publicznego w Collegium Medicum UJ. W 2006 na tym samym uniwersytecie uzyskała stopień doktora nauk prawnych na podstawie napisanej pod kierunkiem Pawła Sarneckiego pracy pt. Konstytucyjne prawo do ochrony zdrowia i jego ustawowa realizacja.
Pracowała w Krakowskiej Akademii im. Andrzeja Frycza Modrzewskiego, a przez rok również na Uniwersytecie Jagiellońskim. W 2009 została zatrudniona jako adiunkt w Katedrze Prawa Publicznego na Wydziale Ekonomii i Stosunków Międzynarodowych Uniwersytetu Ekonomicznego w Krakowie. W pracy naukowej specjalizuje się w zagadnieniach z zakresu prawa konstytucyjnego. Została członkinią Polskiego Towarzystwa Prawa Konstytucyjnego.
7 sierpnia 2015 prezydent Andrzej Duda powołał ją na stanowisko podsekretarza stanu w Kancelarii Prezydenta RP. Odwołana z tego stanowiska z dniem 7 października 2020. Później pełniła funkcję doradcy prezydenta RP Andrzeja Dudy. W marcu 2021 weszła w skład prezydenckiego zespołu do opracowania projektu regulacji wprowadzającej instytucję sędziów pokoju.
Odnotowana w rankingu 50 najbardziej wpływowych polskich prawników „Dziennika Gazety Prawnej” – w 2016 zajęła 42. miejsce.